# Hvammstangavegur
Vatnsnesvegur (72) è una strada dell'Islanda che collega la Hringvegur con la città di Hvammstangi, nella penisola di Vatnsnes.